# Szövetség az Éghajlat Védelméért
A Szövetség az Éghajlat Védelméért nevű környezetvédelmi szervezetet Al Gore alapította, a Nobel-békedíjért neki járó összeget a szövetségnek utaltatta át. 
A globális felmelegedési válság egyre nagyobb méreteket ölt. 2030-ra eltűnhet az Északi-sark jege teljes mértékben – áll az IPCC legújabb jelentésében. A Save Our Selves egy aktivista csoport (ők egyben a Live Earth koncertsorozat szervezői is), melynek része a Szövetség az Éghajlat Védelméért szervezet.
A szervezet egy 2007 januári felmérése szerint az amerikaiaknak csupán 77%-a fogadja el a globális felmelegedés tényét, és csak 47%-a érti meg a globális felmelegedés és az emberi tevékenység közötti kapcsolatot.
David de Rothschild The Live Earth Global Warming Survival Handbook című könyvéből befolyó összeg is a szövetség kasszájába folyik.

## Külső hivatkozások
- Szövetség az Éghajlat Védelméért weblapja